# Paul von Hatzfeldt

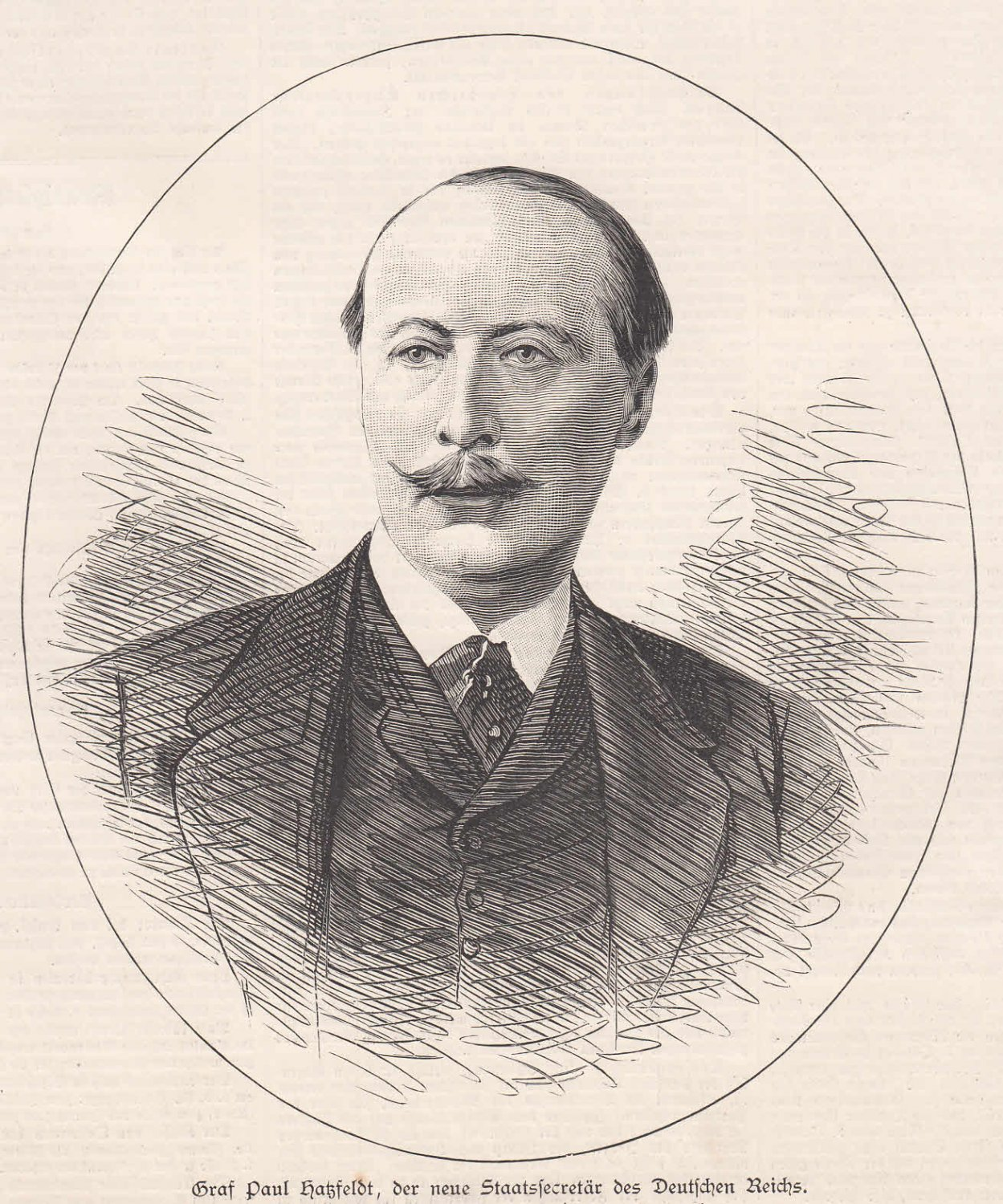
Paul von Hatzfeldt-Wildenburg
1881, Holzstich

Melchior Hubert Paul Gustav Graf von Hatzfeldt-Wildenburg (* 8. Oktober 1831 in Düsseldorf; † 22. November 1901 in London) war ein deutscher Beamter im Auswärtigen Dienst.

## Leben
Am 8. Oktober 1831 wurde Paul als jüngstes Kind aus der Ehe zwischen Gräfin Sophie von Hatzfeldt und Graf Edmund von Hatzfeldt-Wildenburg geboren. Nicht zuletzt wegen der Abgeschiedenheit und des entbehrlichen Lebens in dem Stammterritorien dieses Hatzfeld-Zweiges, Wissen-Schönstein und dem nahe gelegenen Schloss Crottorf im Wildenburger Land wurde Düsseldorf, in dessen unmittelbarer Nähe sich das Schloss Calcum befand, der Mittelpunkt des Lebens der gräflichen Familie. Allerdings begleitete der junge Paul den Vater bei dessen Aufenthalten in Crottorf und Schönstein. Seine bewegte Jugend war wie die seiner Geschwister Alfred (1825–1911) und Melanie (1828–1911) durch die zerrütteten familiären Verhältnisse geprägt. Nach Trennung der Eltern zu Beginn der 1830er Jahre folgten lang andauernde Streitigkeiten über das Sorgerecht Pauls; 1841 verfügte der Vater die Aufnahme in die Kadettenanstalt zu Potsdam. Indes erreichte die Mutter seine vorzeitige Entlassung; er wuchs fortan in der Obhut seiner Mutter auf. Durch sie lernte er Ferdinand Lassalle und die Ideen der Arbeiterbewegung kennen. Mit Lassalle, Julius Wulff, Ferdinand Freiligrath, Louis Kugelmann und anderen gehörte er 1848 zu den Akteuren des Volksklubs in Düsseldorf, einer in der Märzrevolution gebildeten politischen Vereinigung, deren Ziel eine „sociale Demokratie“ und eine „rothe Republik“ war. Später wandte er sich aber von diesen Auffassungen ab.

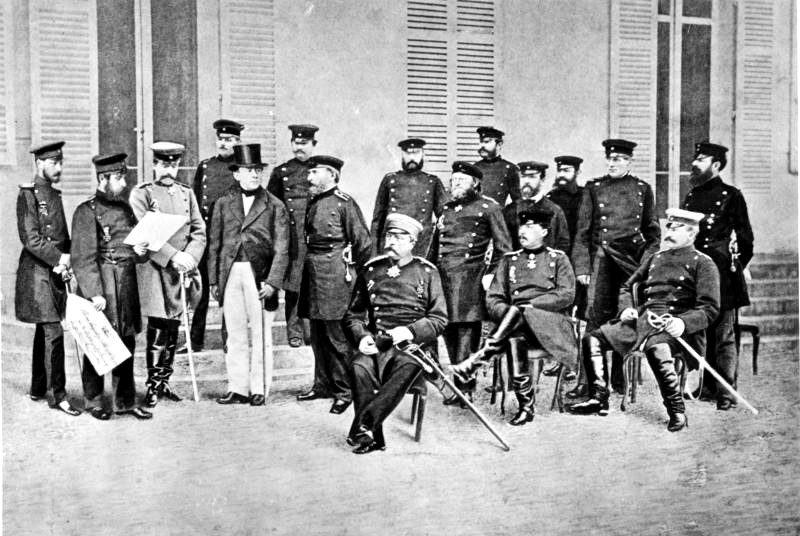
Paul von Hatzfeldt 1871 im Deutsch-Französischen Krieg, preußisches Hauptquartier in Versailles (zweiter Sitzender von rechts)

Im April 1851 legte Paul, von Hauslehrern unterrichtet, seine Reifeprüfung ab und studierte in Berlin Rechts- und Staatswissenschaften, was er im Sommer 1857 mit dem Ersten Staatsexamen abschloss. Als Referendar am Berliner Stadtgericht lernte er den späteren Geheimrat Friedrich August von Holstein kennen, mit dem ihn zeitlebens eine enge Freundschaft verbinden sollte. Nach der Befreiung vom zweiten Staatsexamen wurde Graf Paul – nicht zuletzt durch seine Beziehungen zu Prinzessin Augusta, der Gemahlin des späteren Kaisers Wilhelm I. – Attaché an der Königlich Preußischen Gesandtschaft in Paris.
Im Mai 1865 wurde Hatzfeldt Gesandtschaftssekretär in Dänemark; drei Jahre später berief ihn Otto von Bismarck ins Auswärtige Amt. Dort avancierte er 1869 zum Wirklichen Legations- und Vortragenden Rat in der Politischen Abteilung. Auf Grund seiner langjährigen Tätigkeit in Paris und der perfekten Beherrschung der französischen Sprache machte er sich während des Deutsch-Französischen Krieges 1870/71 zum unentbehrlichen Mitarbeiter des Reichskanzlers, als er als dessen diplomatischer Adjutant an der Redaktion der Kapitulationsverhandlungen vor Sedan teilnahm; den Friedensvertrag vom 10. Mai 1871 unterschrieb Hatzfeldt mit.

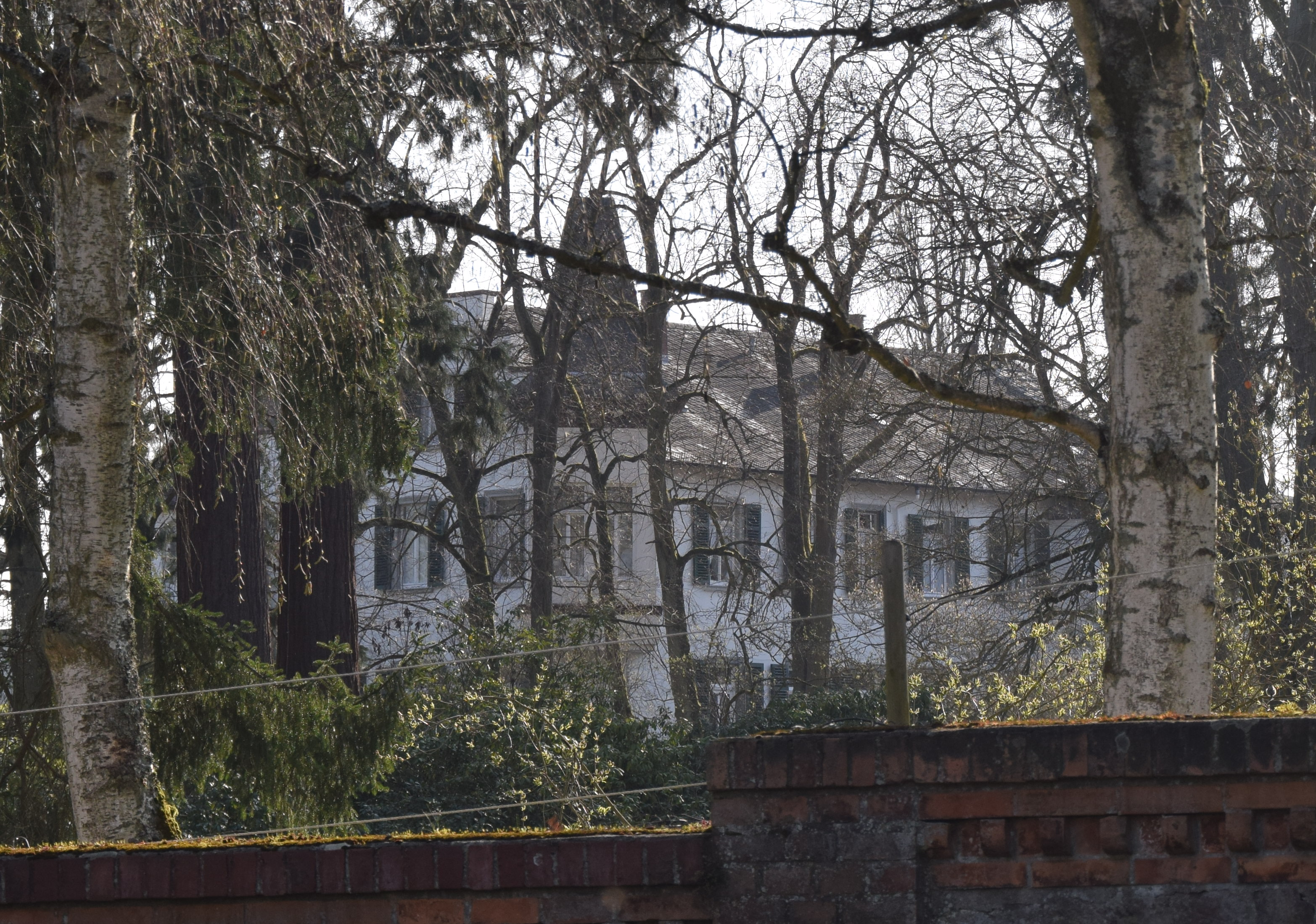
Schloss Sommerberg in Wiesbaden-Frauenstein, 2020

Hatzfeldt übernahm Hof Sommerberg in Wiesbaden-Frauenstein entweder im November 1871 durch Kauf oder 1872 durch eine Erbschaft und baute es zu einem schlossartigen Familiensitz mit Park für das Adelsgeschlecht Hatzfeldt-Wildenburg um.
In der Folgezeit übernahm er die Leitung der Politischen Abteilung als Geheimer Legationsrat. Graf Paul von Hatzfeldt war ab 1874 deutscher Gesandter in Madrid; dort hatte er sich unter den schwierigen Bedingungen während des Dritten Karlisten-Krieges zu behaupten. Auf Grund seiner freundschaftlichen Beziehung zum spanischen König Alfons XII. wurde er zum Wegbereiter stabiler Verhältnisse zwischen der spanischen Krone und dem Deutschen Kaiserreich.
Im Jahr 1878 ernannte ihn Kaiser Wilhelm I. zum ersten Botschafter in der Deutschen Botschaft Konstantinopel; als Doyen des diplomatischen Corps führte er die Verhandlungen bei den griechisch-türkischen Grenzauseinandersetzungen infolge des Berliner Vertrages. Durch seine Fürsprache wurden auch die Ausgrabungen in Pergamon ermöglicht.
1882 wurde er zum Staatssekretär des Auswärtigen Amtes berufen, außerdem zum Preußischen Bevollmächtigten beim Bundesrat. Anfang 1885 führte er als deutscher Bevollmächtigter die Verhandlungen bei der Kongo-Konferenz. 
Ab Oktober 1885 wurde er deutscher Botschafter in London, unter Beibehaltung des Ranges eines Staatsministers; er fand schnell Anerkennung am britischen Hof und knüpfte menschliche und dienstliche Beziehungen zum britischen Premierminister Robert Gascoyne-Cecil, 3. Marquess of Salisbury. Er bemühte sich, in Übereinstimmung mit Bismarck, England durch Bindung mit der österreichischen Monarchie dem Deutschen Reich näher zu bringen.
Der Abschluss und die Ausgestaltung des Mittelmeer-Abkommens zwischen England, Italien und Österreich ging wesentlich auf seine Einflussnahme zurück. Nach Bismarcks Sturz im März 1890 erlangte Hatzfeldt über seinen langjährigen Freund Geheimrat Holstein stärkeren Einfluss auf die deutsche Außenpolitik, mit der Zielsetzung, eine Annäherung an England zu manifestieren. 1890 handelte er mit England den Helgoland-Sansibar-Vertrag aus, wodurch das Deutsche Reich Helgoland gewann; außerdem erwarb er sich 1899 Verdienste beim Zustandekommen des Samoa-Abkommens.

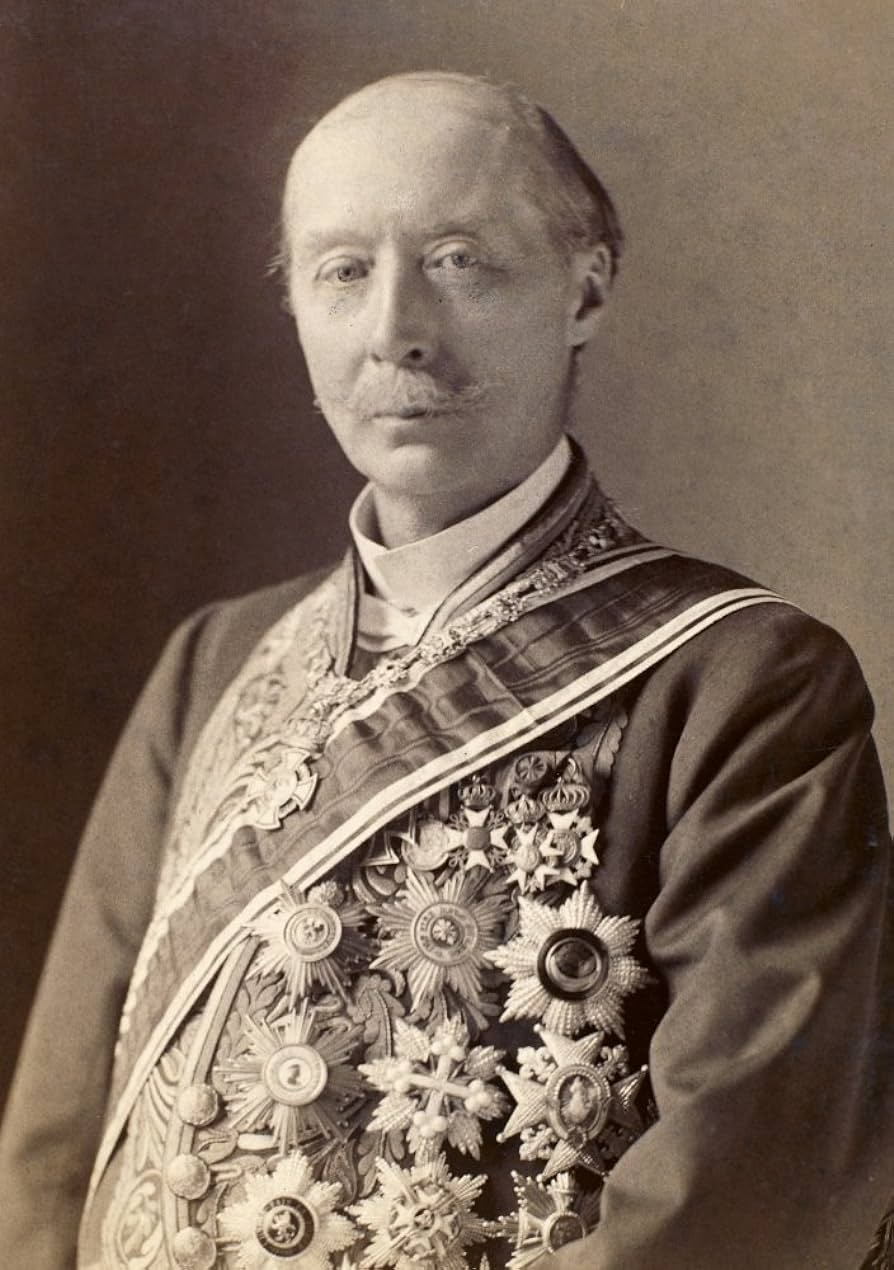
Porträt vor 1901

Den hohen Anforderungen, die der neue Kurs in der deutschen Außenpolitik in der Zeit nach dem Boxeraufstand von 1900 in China an ihm stellte, konnte er wegen seines sich verschlechternden Gesundheitszustandes nur noch begrenzt gerecht werden. Unterstützung fand er durch seinen Sohn Paul Hermann (1867–1941), der seit 1891 als Attaché und 1895 als Dritter bzw. Zweiter Sekretär in der deutschen Botschaft in London war. 1901 trat er auf eigenen Wunsch zurück. Zehn Tage darauf starb er am 22. November 1901 in London. Eduard VII., seit 1901 König, würdigte ihn als „besten Vertreter der deutschen Sache“.
Vermutlich wurde der Ort Hatzfeldhafen in Kaiser-Wilhelms-Land in der deutschen Kolonie Deutsch-Neuguinea nach ihm benannt.

## Familie
Hatzfeldt heiratete am 24. November 1863 in Paris die 17-jährige Helene Moulton (* 3. September 1846 in Paris; † 9. April 1918 in Wiesbaden), die Tochter eines US-amerikanischen Gutsbesitzers und Grundstücksmaklers. 
Aus der Ehe gingen ein Sohn und zwei Töchter hervor:
- Helene (* 3. März 1865; † 21. Mai 1901) ⚭ Max Anton Karl Prinz zu Hohenlohe-Oehringen (1860–1922)
- Paul Hermann (* 30. Juni 1867; † 10. Juni 1941) ⚭ Maria Freiin von Stumm (1882–1954)
- Marie (* 10. Januar 1871; † 15. April 1932) ⚭ Friedrich Karl Prinz zu Hohenlohe-Oehringen (1855–1910)

## Stimmen
„Das beste Pferd im diplomatischen Stall.“